# George Cables
George Cables (født 14. november 1944 i New York City) er en amerikansk Jazzpianist.
Cables har spillet med bl.a. Art Blakey, Sonny Rollins, Dexter Gordon, Billy Higgins, Joe Farrell, Peter Erskine, Bennie Maupin og Freddie Hubbard, men har nok fået mest opmærksomhed som Art Pepper´s Pianist. 
Cables der er en eminent pianist, har lavet et hav af plader i eget navn, og som sideman.